# Fender Duo-Sonic

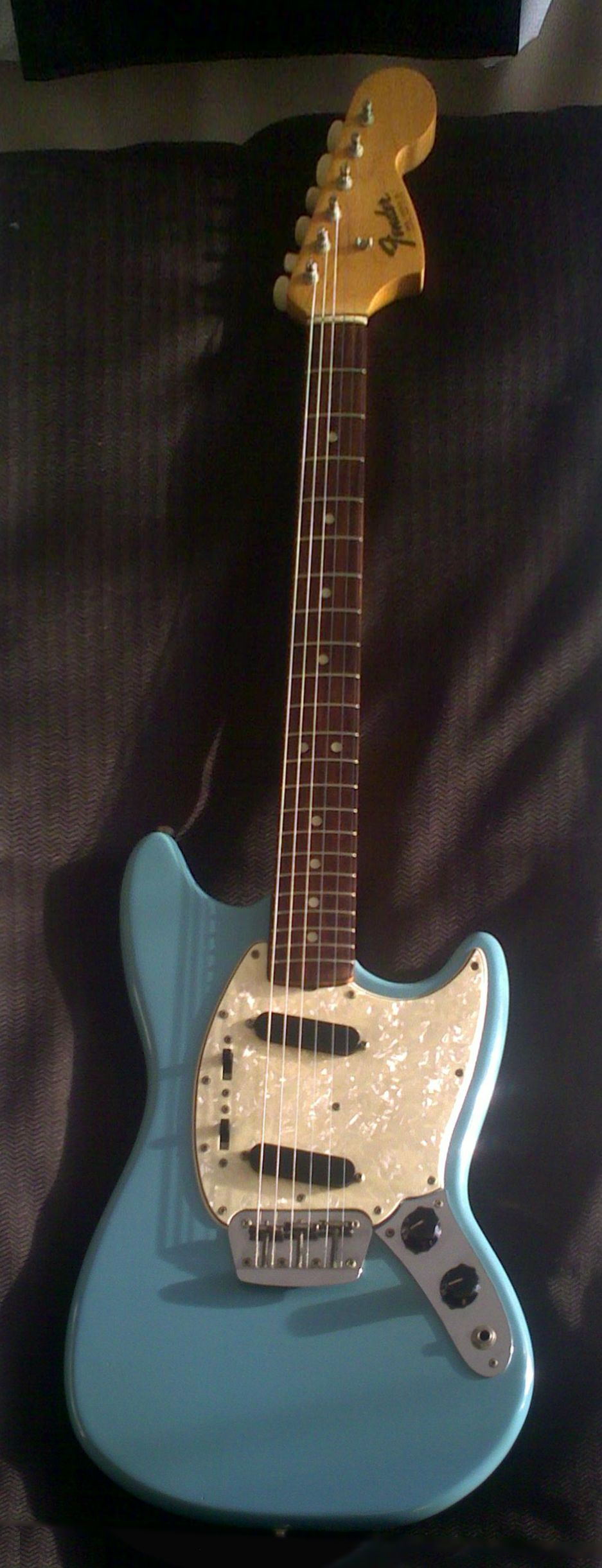
Een Fender Duo-Sonic II uit 1966

 De Fender Duo-Sonic is een gitaar gemaakt door Fender en werd geïntroduceerd in 1956 als een studentenmodel. Net als de Fender Musicmaster die een paar maanden eerder op de markt kwam, heeft het een kortere lengte van de toonschaal (572 mm) in plaats van de 648 mm (25½ inch) toonschaal, die gebruikelijk is bij Fender. De “Duo-Sonic” heeft twee pick-ups en een verticale blade-style selector switch.
In 1964 is de Duo-Sonic herontworpen met de Fender Mustang als uitgangspunt, omdat de Mustang vlak daarvoor was toegevoegd aan de lijn met studentenmodellen. De Duo-Sonic kreeg een grotere body, Op de hals kwam een grotere kop en kreeg het een rosewood fingerboard en plastic slagplaat, met de tone- en volumeknoppen op een aparte metalen plaat. De pick-up selectie werd verplaatst naar boven de pick-ups. Het werden twee 3-stands aan-uit-aan switches waardoor je in en uit-de-phase geluid kon krijgen. Als de pick-ups gelijktijdig zijn ingeschakeld, zijn ze bruikbaar als een soort van Humbucker. Ook was er sinds 1964 de mogelijkheid om de Duo-Sonic met een 610 mm toonschaal hals te kopen. Duo-Sonics met de langere halzen werden ook vaak Duo-Sonic II genoemd.
De Duo-Sonic bleef in productie tot 1969, waarschijnlijk werd toen de productie stilgelegd omdat de Fender Mustang veel populairder was vanwege de tremoloarm. Midden jaren 90 werden er heruitgaves geproduceerd van de Duo-Sonic, maar deze productie stopte in 1997.